# Campaña de Pompeyo contra los piratas
La campaña de Pompeyo contra los piratas es la fase final de una serie de campañas llevadas a cabo por la República Romana contra ciertas bandas de piratas que infestaban el mediterráneo oriental y causaban estragos a las provincias costeras romanas del este, la campaña duraría cuarenta días bajo el mando del propio Pompeyo en el año 67 a. C..

Los piratas ya no navegarían en pequeños grupos, sino en grandes bandas, y ahora tenían sus propios comandantes, que incrementaban su fama (con sus éxitos). Despojaban y saqueaban a todo aquel que encontraran, y no se detenían ni en invierno [...]; también estaban los que residían en los puertos. Si alguno osaba desafiarlos en mar abierto, usualmente terminaba derrotado y destruído. Pero si lograba ganar contra ellos, no podría capturarlos debido a la velocidad de sus barcos, por lo que los piratas volverían a saquear y quemar no solo aldeass y granjas, sino también ciudades enteras, mientras otras se aliaban con ellos, por lo que podían pasar el invierno en ellas e incluso usarlas como bases, como países aliados.
Dion Casio, Historia Romana, XXXVI, 21.1-3.

## Contexto histórico

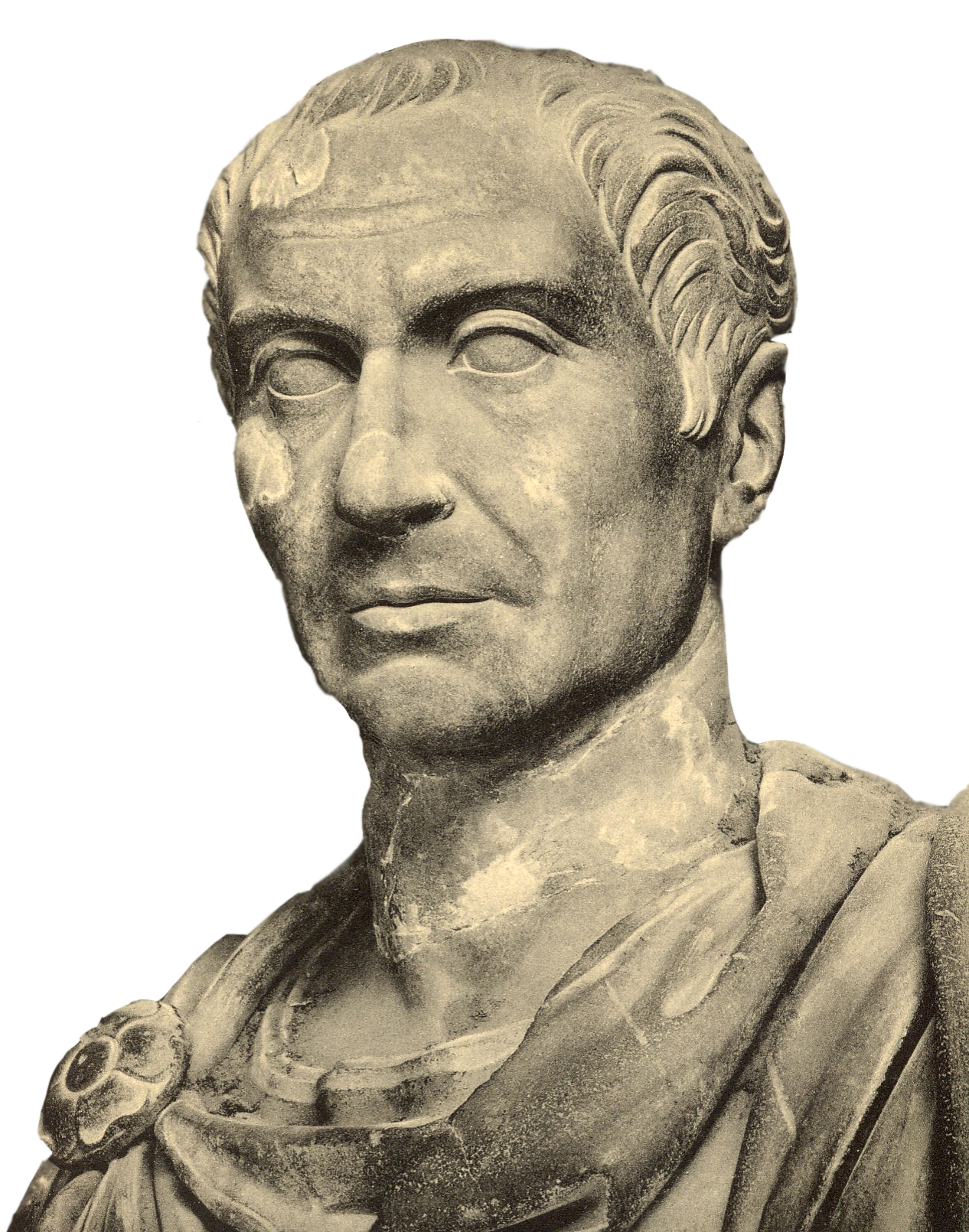
Busto de César, que según Plutarco fue apresado por piratas en el 74 a. C.

La primera intervención romana en el Mar Egeo como respuesta a actividades de piratería ocurrieron en el año 189 a. C. en la isla de Creta, una flota comandada por Lucio Fabio Labeón, que falló en lograr recuperar a ciudadanos romanos cautivos de los mismos piratas. 
Los romanos intervinieron de nuevo, tiempo después, esta vez en los mares alrededor de Asia Menor, después de establecer allí su primera provincia en el este, Asia (133-129 a. C.). En el año 102 a. C., el cónsul Marco Antonio lideró una campaña en la región de Cilicia, con tanto éxito ante los piratas que los romanos lograron tomar control de una segunda provincia, Cilicia, que fue establecida entre los años 101 y 100 a. C. Esta última consistiría inicialmente de Licaonia, Pisidia, y Panfilia Frigia sudoriental y parte de Cilicia Tracia, excepto por la costa, que aún estaría llena de piratas.
Durante la primera guerra mitridática, el comandante romano Quinto Brucio Sura, que en primera instancia había sido enviado contra Metrófanes con un pequeño ejército, habiendo tenido ya un encuentro naval con él, donde lograría hundir una hemiolia y otro navío de gran tamaño; decidió continuar su trayecto y saquear un puerto de la isla de Scíathos, una base de piratas, donde decidió crucificar a los esclavos y cortar las manos de los hombres libres que habían tomado refugio allí en el año 87 a. C..
Posteriormente, un legado de Silla, Lúculo, fue enviado para tomar control de una flota consistente de barcos de Chipre, Fenicia, Rodas y Panfilia, aún con el riesgo de ser capturado él mismo por piratas varias veces, Lúculo logró devastar buena parte de la costa controlada por piratas de la zona.

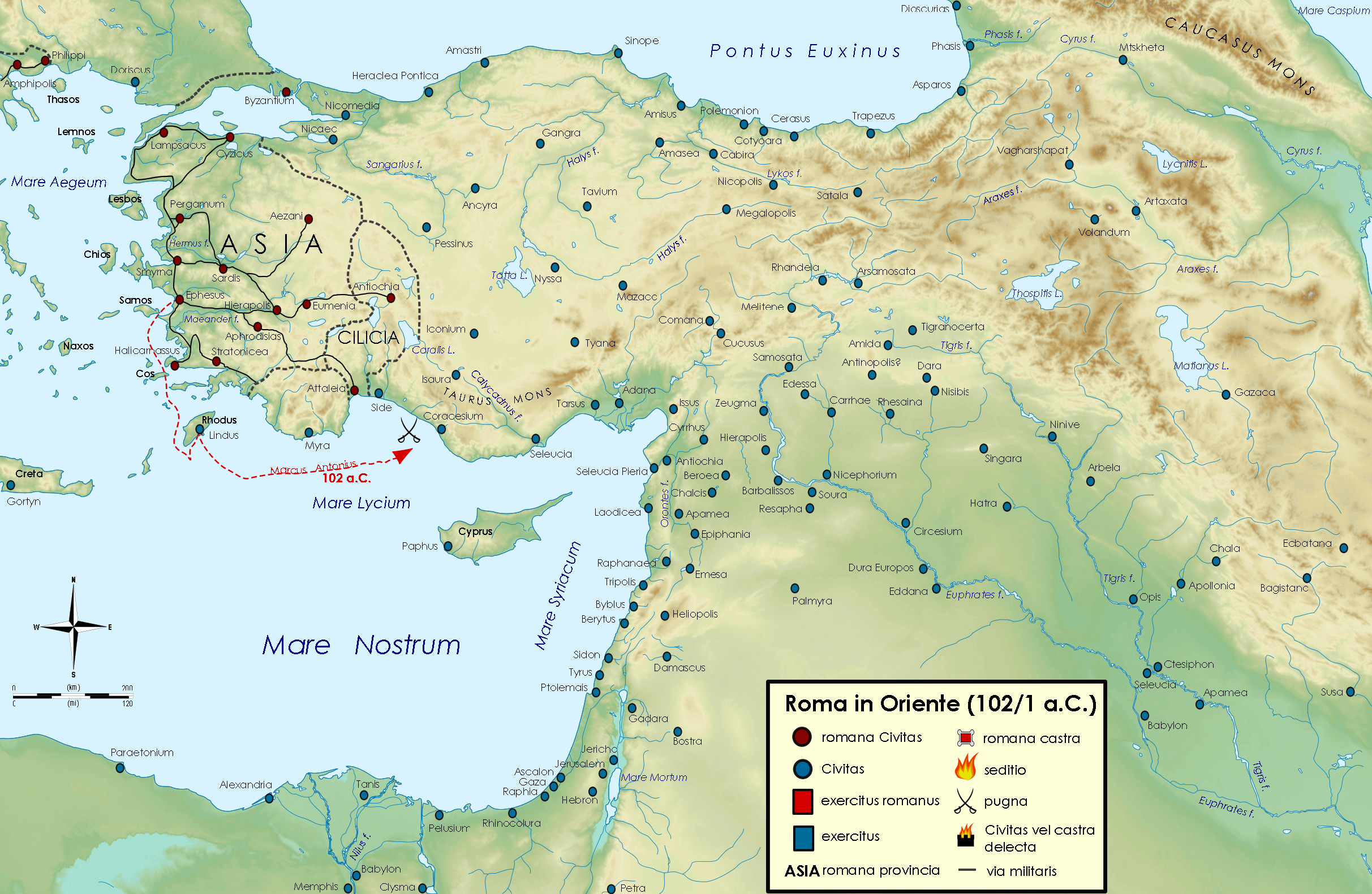
La segunda provincia romana de Asia, Cilicia, conquistada por Marco Antonio durante las campañas del 102 a. C.

Al finalizar la primera guerra mitridática, la provincia de Asia había quedado devastada, pues el conflicto había hecho que el territorio sufriera de numerosos saqueos por parte de grupos de piratas, que debido a su tamaño eran más flotas propiamente dichas más que bandas de bandidos del mar. Mitrídates VI de hecho los apoyó al tener en cuenta que no pretendía mantener control de esas regiones plagadas de piratas, por lo que los piratas habían alcanzado una cantidad muy numerosa, lo que provocó continuos ataques a ciudades, fuertes y puertos por igual.

Con el tiempo los piratas lograron tomar ciudades tales como Yaso, Samos, Clazómenas y Samotracia, estando Sila en las cercanías de esta última ciudad en el momento de su conquista, en la cual el templo de la ciudad fue despojado de sus riquezas, valoradas en 1000 talentos áticos. Plutarco añade a la narración que los barcos piratas eran ya más de mil, y las ciudades capturadas por los mismos unas cuatrocientas, siendo saqueados lugares nunca vistos, por ejemplo los santuarios de Claros o Dídima, además de la propia Samotracia; el templo de Ctonia Terra at Hermione y el de Asclepio en Epidauro, añadiendo también los templos a Poseidón en Isthmus, Ténaro y Calauria; o los de Apolo en Accio y Léucade; por añadir también los de Hera een Samos, Argos y Lacinium. Se tien e en cuenta que hacían ofrendas de índole extraña en Olimpos de Licia, con rituales secretos, entre ellos los que veneraban a la divinidad Mitra.
Entre los años 78 a. C. y 75 a. C. Publio Servilio Vatia Isáurico ejerció como procónsul de Cilicia,  obteniendo innumerables victorias contra piratas, obligándolos a huir al interior de las tierras isáurias. El procónsul, conocido por su capacidad de decisión y su ímpetu como comandante, logró arrebatar la ciudad de Olimpos de Licia al líder pirata Zeniceto, que murió en combate. Tras esto, emprendió una campaña a través de Panilia y tomó Fasélide, y, al entrar en la región de Cilicia, capturó el fuerte costero de Córico.  
Tras un tiempo, pudo arrebatar todas las ciudades costeras de los rebeldes piratas y no deteniéndose ahí, decidió liderar a los romanos a través de los montes tauro por primera vez, dejando atrás la costa, con la intención de tomar la capital de los Isaurios, Isaura, lo cual consiguió a base de cambiar la trayectoria de un río cercano y haciendo sufrir a los defensores de sed hasta su rendición. Por esta brillante idea, sus tropas lo aclamaron imperator, y recibió el agnomen "Isáurico". Además, al volver a Roma, pudo celebrar un triunfo en el año 74 a. C.. Es muy probable que, además, un aún inexperto y joven Julio César, futuro brillante general y dictador, tomara parte de estas campañas en Isauria como tribuno. Sin embargo, al poco tiempo, los piratas volverían a ganar terreno, sufriendo saqueos la ciudad de Brindisi, además de ataques en la costa Etruria, junto a varios secuestros de mujeres de familias nobles de Roma y un par de pretores.
En el año 74 a. C. tomaba el protagonismo de la situación en la zona Marco Antonio Cretino, padre de Marco Antonio, el cual lideró una nueva expedición en los alrededores de creta que terminó en fracaso. Sin embargo, una nueva expedición, esta vez  con Quinto Cecilio Metelo Crético al mando, y apoyada por las ciudades de Gortina y Polirrenia, conllevó una conquista gradual de todos los centros principales de resistencia anti romana en la región cretense, véase Cidonia, Cnossos, Eleutera, Lappa, Litto y Ierápetra. No obstante, Pompeyo envió un legado a la isla, llamado Lucio Octavio, y este entró en conflicto con Quinto Metelo, debido a que el primero había recibido, por la lex Gabinia, poderes extraordinarios en la zona para la lucha contra los piratas. Por otra parte Quinto Metelo reibió el agnomen de Crético por sus hazañas en la isla tras su conquista.

Durante esta campaña, se tiene constancia de una curiosa anécdota de Julio César de cuando tenía 26 años y estaba de camino a Rodas para aprender cultura y filosofía griegas. En este viaje, César sería secuestrado por piratas, que lo llevaron a la isla de Farmakonisi, al sur de Mileto, con la idea de forzar a la Gens Julia a pagar veinte talentos por su rescate, el joven pero imperioso romano replicó que por su rescate tendrían que ser cincuenta talentos, no veinte. En los treinta y ocho días que duró su secuestro mientras el rescate llegaba, César compuso varios poemas que dejaba juzgar a los piratas, además de tener una actitud algo peculiar con sus captores, pues este los trataba como si fuera él el que estuviera al mando de la situación y de las vidas de los piratas, no al revés, y prometiendo que cuando fuera libre volvería para encargarse de que todos fueran ejecutados. Cuando sus compañeros volvieron con el dinero, César se dirigió a la provincia romana de Asia, gobernada por el propretor Marco Junco, y cuando consiguió llegar a Mileto, Cayo Julio preparó una flota de barcos y rápidamente fue a Facusa, donde capturó a los piratas, y tras una disputa con el propretor Marco Junco, que quería quedarse con el botín de esta hazaña en vez de castigarlos, César decidió ejecutarlos él mismo, mandando crucificarlos y estrangularlos.
Según algunas fuentes a favor de la causa cesariana, este castigo se debió por cumplir la promesa que había hecho a los mismos piratas durante su cautividad, y que incluso pudo devolver el dinero que se había usado por su rescate.
En el año 70 a. C., el pretor Cecilio Metelo lideró una fructuosa campaña contra los piratas de las costas de Sicilia y Campania, que habían logrado saquear Ostia y Gaeta entre los años 69 a. C. y 68 a. C., e incluso secuestrar a la hija de Marco Antonio en el cabo Miseno antes de que pudieran ser detenidos.

## Casus belli
Para el año 69 a. C., Pompeyo era el favorito del pueblo romano, si bien muchos optimates lo tomaban con cuidado. En esta época de fama del político romano, se le concedieron dos nombramientos proconsulares, y dos años después, en el 67 a. C., se le nombró comandante de una flota cuyo propósito era llevar a cabo una campaña contra los piratas que aún seguían teniendo una gran presencia en el Mar Mediterráneo, siendo los cilicios, de nuevo, los más prominentes. Esta infestación de piratas estaba afectando a las relaciones diplomáticas y los vínculos de las poblaciones, además de al comercio marítimo y al mismo suministro de grano a Roma. Esta proliferación se debió sobre todo por las Guerras Mitridáticas, pues permitió a los piratas actuar y desarrollarse impunes, estos piratas, comandados por un tal Isodoro, al principio se limitaban a actuar en las costas de Creta, Cirene, Acaya y el cabo Malea, debido a sus riquezas, pero pronto expandieron sus límites.
Al principio, la misión de Pompeyo se vio envuelta en controversia, pues los sectores más conservadores del senado sospechaban de las intenciones de Pompeyo, y temían aumentar aún más su poder e influencia, por ello, los optimates intentaron por todos los medios evitar que fuera él el designado a acabar con la amenaza pirata. Por otro lado, Julio César era parte del grupo de senadores que estaba a favor del liderazgo de Pompeyo.

La nominación del mismo no llegaría hasta que Aulo Gabinio, tribuno de la plebe, propusiera la Lex Gabinia, lo que daría a Pompeyo la autoridad para comandar la guerra contra los piratas del mediterráneo por tres años, además del poder absoluto en todo lo relacionado con la misma en las costas, poniéndolo como superior de todos los comandantes militares romanos del este. Además, se le daría la opción de escoger a quince legados del senado para distribuirlos en las zonas navales, y la capacidad de usar dinero público y a los recaudadores de impuestos, y por si fuera poco, doscientos barcos totalmente armados y a plena capacidad de tripulación.

## Fuerzas

### Fuerzas de la República romana

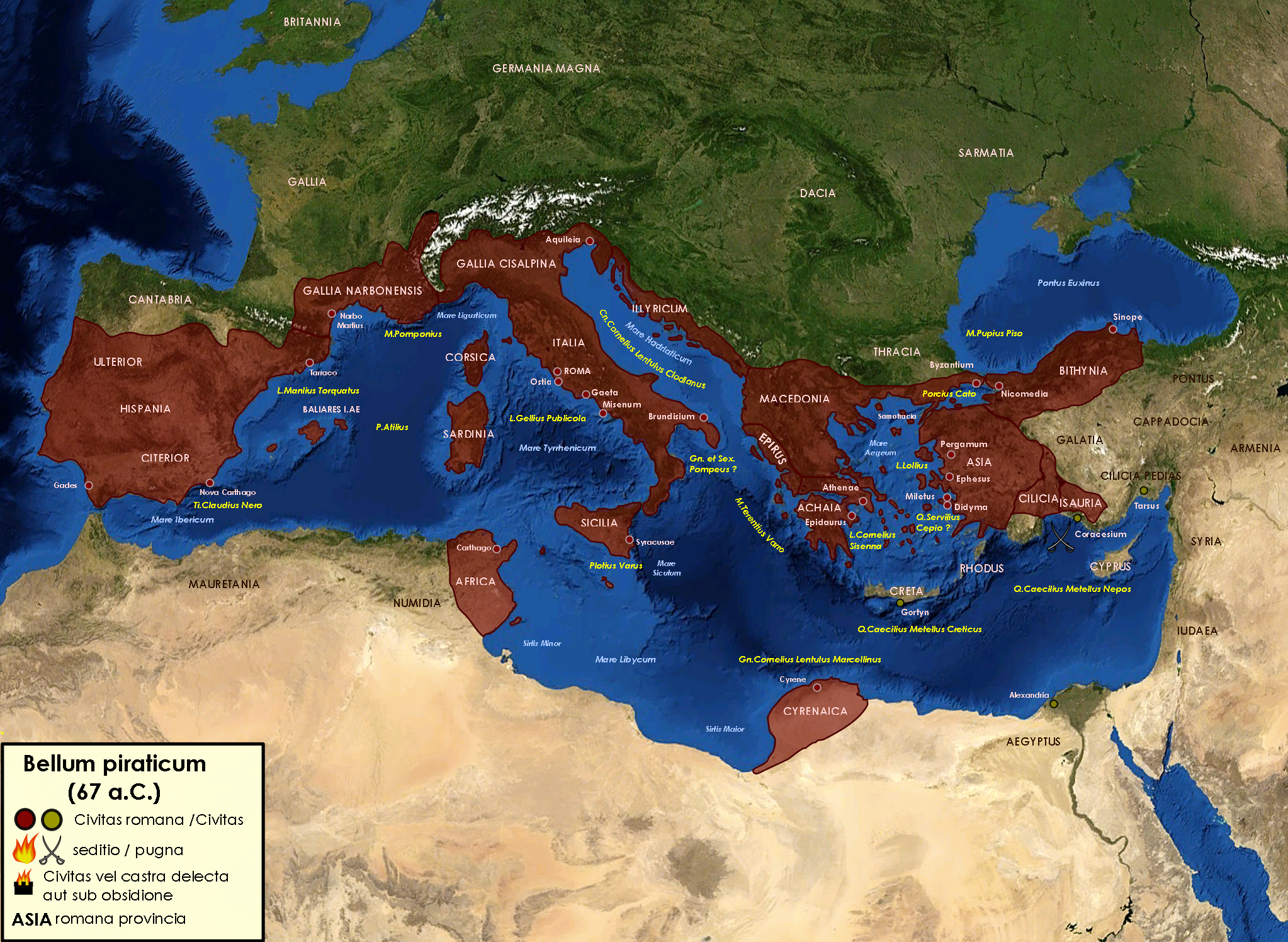
Mapa de la Bellum piraticum, con el nombre de sus comandantes, por área territorial

Las fuerzas que Pompeyo podría reunir y desplegar a lo largo y ancho del mediterráneo iba a ser de quinientos barcos, ciento veinte mil hombres y cinco mil soldados de caballería, estas fuerzas estarían bajo el comando de veinticuatro pretores y dos cuestores, además de poder contar con mil talentos áticos. Además, se sabe por el testimonio de Lucio Anneo Floro que Pompeyo solicitó ayuda de la flota de los rodios. Sin embargo, en realidad las fuerzas del senador romano contarían solo de doscientos setenta barcos, incluyendo hemiolias, cuatro mil jinetes, si bien podría contar con el ya estimado número de ciento veinte mil soldados de infantería bajo el comando de o catorce legados, según la cuenta de Floro, o veinticinco, según la cuenta de Apiano, estos legados están listados abajo:
1. Gelio, que sería cónsul en el 72 a. C. tomaría el mando del Mar Toscano.
2. Cneo Cornelio Léntulo Clodiano tendría el control del norte del Mar Ndriático, los dos hijos de Pompeyo, Cneo y Sexto, estarían bajo su comando, si bien según Floro, estos estarían posicionados en el Mar Egipcio.
3. Plotio Varo tomaría el Mar de Sicilia.
4. Atilio, en el Mar Ligur, según Floro; o en la zona marítima de Córcega y Cerdeña, según Apiano.
5. Pomponio en la Galia Narbonense.
6. Lucio Manlio Torcuato en el Mar Balear.
7. Tiberio Claudio Nerón en el Estrecho de Gades.
8. Léntulo Marcelino en el Mar de Libia.
9. Terencio Varrón en el sur del Mar Adriático
10. Lucio Sisena en el Peloponeso, en el Ática, en Eubea, en Beocia, en Tesalia, Macedonia y Beocia
11. Lucio Lolio en el Mar Egeo superior y las islas de Helesponto
12. Publio Piso en el Ponto Euxino (actual Mar Negro), en los mares de Tracia y Bicinia, al norte de Propóntide.
13. Metelo en el Egeo Oriental, al sur de Jonia, Licia, Panfilia, Chipre y Fenicia.
14. Cepión en el Mar Asiático
15. Cato el Joven cerca de los pasajes del Propóntide.

### Fuerzas piratas
Plutarco relata que los barcos piratas habían superado los mil hacia el final de la primera guerra mitridática y habían ocupado o saqueado cuatrocientas ciudades como mínimos, Apiano los describe de esta manera:

Al principio [los piratas] vagaban en flotillas de unos dos pequeños barcos, ocupados con los habitantes del área ya que [eran] ladrones. A medida que se recrudecían [las Guerras Mitridáticas], estos se volvieron más numerosos y se vieron capaces de construir y botar barcos más grandes. Teniendo en cuenta sus grandes ganancias, estos no pudieron ser detenidos una vez Mitrídates fue derrotado y se retiró [de los territorios conquistados (por él)]. Habiendo perdido su antigua forma de vida y sus países debido a la guerra, estos habían terminado en la miseria, por lo que se echaron al mar, abandonando las propiedades terrestres, al principio con pinazas y hemiolias, pero luego también con birremes y trirremes, y organizandose bajo bandas lideradas por jefes pirats que eran como generales de un ejército. Ocuparon ciudades sin fortificar, tiraron abajo las murallas de otras y las saqueaban; y también secuestraban a aquellos más ricos para llevarlos a sus bases de operaciones para poder pedir rescates por ellos, describiendo todo esto como premios de guerra, por lo que no se denominaban a sí mismos ladrones. Además, habían apresado artesanos para que trabajaban para ellos, trayendo continuamente para ellos materiales como madera, latón o hierro.
Apiano de Alejandría, Guerras Mitridáticas, 92.

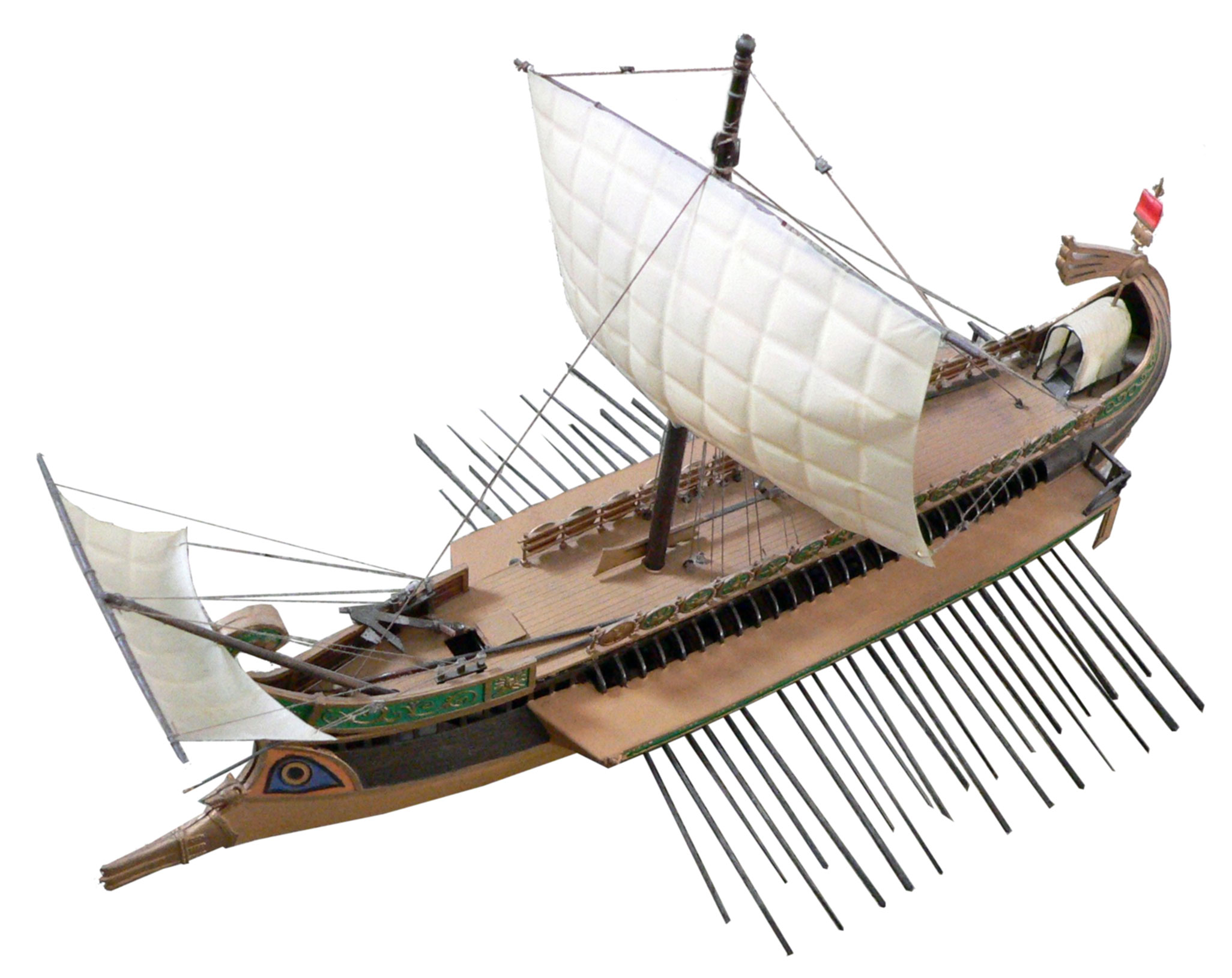
Un trirreme romano, usado también por los piratas.

Los piratas, exaltados por sus ganancias fáciles, decidieron no cambiar su estilo de vida incluso después de finalizada la guerra. Por el contrario, se comparaban con reyes, tiranos y grandes ejércitos, y consideraban que serían invencibles si estaban unidos. Por lo que seguirían construyendo barcos.

Si bien tenían su base de operaciones en un lugar llamado Coracesio, en Cilicia, el cual usaban de fondeadero común y campamento debido a sus terrenos escabrosos, también tenían fortalezas y torreones en numerosas islas a lo largo del mundo mediterráneo, pero al ser Cilicia su cuartel principal, a todos los piratas de la época se los conocía como cilicios, aunque hubiera sirios, chipriotas, o gentes de Panfilia y el Ponto. Su influencia aumentaría con el tiempo hasta alcanzar las varias decenas de miles de piratas, repartidos por todo el Mar hasta las propias columnas de Hércules.

## La guerra
Pompeyo decidió dividir la cuenca del Mediterráneo en quince distritos como mínimo, asignando a cada una un comandante con cierto número de barcos, la gran fuerza militar romana se enfrentó a la de los piratas, al principio al oeste, logrando rastrear sus distintos cuarteles y capturando numerosos barcos. en cuarenta días, pudo romper con la influencia de los piratas en el mar Tirreno, el Libio y el Mar de Cerdeña y de Córcega, además del de Sicilia, luego volvería a Roma por un tiempo, para volver a reiniciar operaciones, esta vez en el este, y,  tras un tiempo, podría llegar a asediar la costa de Cilicia en el este. En esta última región, el corazón de los piratas, Pompeyo decidiría actuar en persona con sus sesenta mejores barcos.

Algunas de las bandas de piratas que aún eran libres y pedían clemencia eran tratadas con humanidad [por Pompeyo], tras confiscar sus barcos y devolver a los secuestrados, no recibirían más castigo; también serían perdonadas todas aquellas bandas que escaparan del yugo de sus comandantes y fueran a pedir clemencia a Pompeyo, todos serían perdonados, incluídas esposas e hijos, y gracias a la ayuda de estos desertores, el resto de piratas serían localizados, detenidos y castigados, pues se sabía que habían cometido crímenes imperdonables.
Plutarco, "Vida de Pompeyo" 27.4.

Las bandas de piratas más numerosas y poderosas se habían refugiado con sus familias y tesoros en ciertos fuertes y ciudadelas cerca de los Montes Tauro, y esperaban con su gran flota el ataque de Pompeyo cerca del promontorio de Coracesio, en Cilicia, alrededor de esa zona fueron primero derrotados en combate a campo abierto y luego asediados en sus bases.

Tras un tiempo, decidieron enviar emisarios al procónsul, y se rindieron tanto ellos como sus plazas e islas, librando así a las fuerzas romanas de tener que tomarlas a base de costosos asaltos. Por ende, la guerra contra la piratería había finalizado en menos de tres meses, todos los barcos (unos 377) serían capturados, además de unos veinte mil piratas, que no serían ejecutados sino puestos en libertad, lo cual resultaría en que aparecerían de nuevo ciertas bandas pobres que podrían comprometer de nuevo la situación en el futuro, unos diez mil piratas habían muerto en la guerra.

Reflejando que, por naturaleza, el hombre ni es salvaje ni una criatura asocial, y que solo es transformado por prácticas viciosas antinaturales en las que nuevas costumbres debidas al cambio del modo de vivir y dónde se vive, hasta la más feroces bestias son capaces de extinguir sus tendencias salvajes cuando viven de una manera más gentil. Por ello [Pompeyo] decidió trasladar a estos hombres piratas del mar a la tierra, permitiéndoles vivir con un estilo de vida más agradable, estos hombres serían enviados a ciudades semidesiertas de Cilicia, región a la que se le incorporaron nuevos territorios. Tras la reconstrucción de la ciudad de Soli, que había sido saqueada por Tigranes, rey de Armenia, Pompeyo decidió asentar a muchos de estos hombres allí, aunque envió a la mayoría a la ciudad aquea de Dime, pues sufría de falta de hombres aún teniendo bastantes buenas tierras.
Plutarco, "Vida de Pompeyo", 28.3-4.

Se decidió asentar otros piratas en Malo, Adana y Epifanía. Entre tanto, Quinto Cecilio Metelo aún seguía en Creta erradicando a los piratas de la isla y su área colindante desde antes de la guerra de Pompeyo, había que tener en cuenta que Creta era también una base pirata importante, segunda a Cilicia. El propio Metelo había sido compañero de Pompeyo en Hispania anteriormente. Este todavía no había conseguido erradicar las fuerzas piratas de la zona, aunque sí había logrado matar a muchos de ellos, Plutarco menciona que aquellos que aún sobrevivían aún estando bajo asedio por Metelo habían implorado que Pompeyo viniera a la isla. El procónsul romano aceptó la invitación y pidió a Metelo que suspendiera el asedio. Tras esto, envió a uno de sus legados, Lucio Octavio, que entró en tres bastiones piratas y terminó luchando con ellos, poniendo a Pompeyo en evidencia. Aun así, Metelo no se amedrentó, y al poco tiempo pudo acabar con la resistencia pirata, capturándolos y castigándolos. Posteriormente decidió devolver a Lucio Octavio, no sin antes insultarle y golpearle delante de todo el ejército.

## Consecuencias

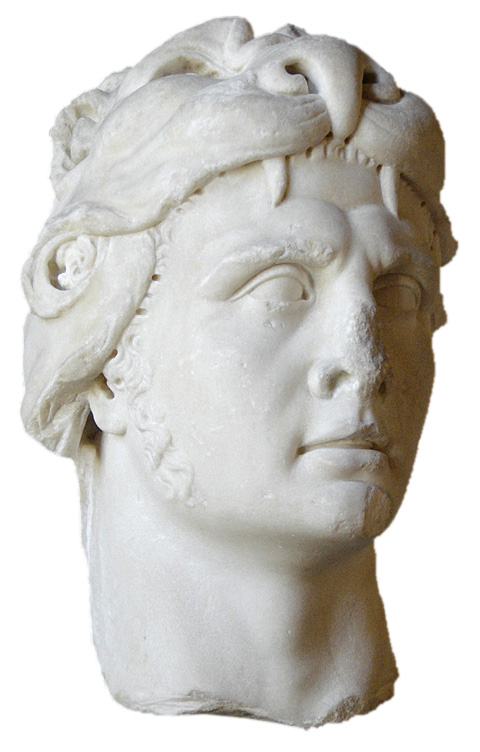
Mitrídates representado en una estatua romana del, ahora en el Museo del Louvre en París.

Así pues, las fuerzas pompeyanas habían logrado limpiar la cuenca del Mediterráneo de piratas, echándolos de Creta, y expulsándolos de las costas de Licia, Panfilia y Cilicia, demostrando así sus capacidades organizativas y disciplina, además de su capacidad militar. Tras cuarenta años, Cilicia había sido pacificada. Tarso se convertiría en la capital de la región, ahora provincia romana, y al poco tiempo serían fundadas treinta y nueve nuevas ciudades. La velocidad en la que se finalizó la campaña es indicativo del talento de Pompeyo como general en el mar, con fuertes habilidades logísticas.
Su descanso no duraría mucho, pues al poco tiempo se le encargaría liderar una nueva guerra contra Mitrídates VI, rey de Ponto. Con esta misión, se le encomendaría conquistar la totalidad del Mediterráneo oriental y sería la segunda campaña pompeyana apoyada por César en Roma. Desde el año 65 hasta el 62 a. C., Pompeyo lideró la campaña con ímpetu y un gran ingenio militar y administrativo, y tras su marcha, Roma anexionaría gran parte de la región de Asia.
El senador romano no solo derrotaría a Mitrídates, sino también a Tigranes el Grande, rey de Armenia, con el que entablaría relaciones diplomáticas más tarde. También conquistó Siria, que estaba bajo el gobierno de Antíoco XIII, y tras ello avanzó a Jerusalén, la cual ocupó en poco tiempo. Pompeyo entonces impuso una reorganización general en todas las provincias orientales y sus depuestos reyes, y muy inteligentemente tomaría en cuenta los factores políticos y geográficos de la región, al final de sus campañas, Ponto y Siria se volverían provincias romanas y Jerusalén también terminaría siendo una ciudad romana.
Plinio el Viejo recogió en sus escritos una inscripción conmemorando los treinta años de campañas victoriosas de Pompeyo menciona que capturó 86 000 hombres, 846 barcos y 1538 oppida.